# GeForce 700
GeForce 700 Series — сімейство графічних процесорів NVIDIA, що використовуються в настільних комп'ютерах і ноутбуках. Чипи сімейства засновані на оновленій архітектурі Kepler, використаної в попередній серії GeForce 600. Перша модель, GeForce GTX 780, була представлена 23 травня 2013.

## Архітектура
Найпотужніша модель сімейства, GeForce GTX 780, заснована на чипі з кодовою назвою GK110. GK110 був розроблений для високопродуктивних обчислень з набагато більшою продуктивністю при роботі з 64-бітними числами з плаваючою точкою (FP64), ніж його попередник, зберігаючи при цьому весь набір функціональності для виконання ролі GPU. Чип був вперше використаний в обчислювальних модулях Tesla K20 и K20X, а також у GeForce GTX Titan з сімейства GeForce 600. GeForce GTX 780 був позбавлений високої продуктивності в операціях над FP64, що зробило відеокарту набагато менш вигідним обчислювальним рішенням, зберігши при цьому високу швидкість 3D-рендеринга, необхідну в комп'ютерних іграх.

## Модельний ряд

### GeForce 700
Дана частина модельного ряду використовується в настільних комп'ютерах. Вихід дешевших і менш продуктивних моделей очікується пізніше. Kepler підтримує використання можливостей Direct3D 11.1 з рівнем 11_0 через виклики API DirectX 11.1, але тим паче NVIDIA не включила до Kepler апаратну підтримку чотирьох неігрових функцій c рівнем 11_1.
- 1 Уніфікованих шейдерних процесорів : Текстурних блоків : Блоків растеризации
- 2 Швидкість заповнення пікселів розраховується множенням кількості блоків растеризації (англ. Raster Operations Pipeline, ROP)на базову тактову частоту ядра.
- 3 Швидкість заповнення текстур розраховується множенням кількості текстурних блоків (англ. Texture Mapping Unit, TMU) на базову тактову частоту ядра.
- 4 Продуктивність в FLOPS одинарної точності (32 біта) дорівнює добутку кількості шейдерних процесорів і двох, помноженому на базову частоту ядра (FP32 ≈ USPs × 2 × GPU Clock speed).
- 5 Продуктивність GTX Titan в операціях над 64-бітними числами становить 1/3 від його продуктивності при роботі над 32-бітними[5], тоді як для інших чипів на базі Kepler це співвідношення дорівнює 1/24[6].

| Модель                  | Дата             | Кодове ім'я  | Тех- процес (нм) | Інтерфейс введення-виведення | Обсяг відеопам'яті (Мб) | Конфігурація ядра1 | Частоти    | Частоти                   | Частоти       | Пікова швидкість заповнення | Пікова швидкість заповнення | Пам'ять                    | Пам'ять | Пам'ять    | Підтримуваний API (версія) | Підтримуваний API (версія) | Підтримуваний API (версія) | Теоретична продуктивність (FMA) (Гігафлопс) | Теоретична продуктивність (FMA) (Гігафлопс) | Гігафлопс/Вт | TDP (Вт) | Стартова ціна (USD) |
| Модель                  | Дата             | Кодове ім'я  | Тех- процес (нм) | Інтерфейс введення-виведення | Обсяг відеопам'яті (Мб) | Конфігурація ядра1 | ядро (MHz) | максимальна частота (MHz) | пам'ять (MHz) | (гіга- пікселів/с)2         | (гіга- текселів/с)3         | Пропускна здатність (Гб/с) | Тип     | Шина (біт) | DirectX                    | OpenGL                     | OpenCL                     | FP324                                       | FP645                                       | Гігафлопс/Вт | TDP (Вт) | Стартова ціна (USD) |
| ----------------------- | ---------------- | ------------ | ---------------- | ---------------------------- | ----------------------- | ------------------ | ---------- | ------------------------- | ------------- | --------------------------- | --------------------------- | -------------------------- | ------- | ---------- | -------------------------- | -------------------------- | -------------------------- | ------------------------------------------- | ------------------------------------------- | ------------ | -------- | ------------------- |
| GeForce GTX 760 192-bit | 11 червня 2013   | GK104        | 28               | PCIe 3.0 x16                 | 1536 3072               | 1152:96:24         | 823        | 888                       | 5808          | 19.8                        | 79                          | 134                        | GDDR5   | 192        | 11.0                       | 4.4                        | 1.1                        | 1896                                        | 79                                          | 14.6         | 130      | OEM                 |
| GeForce GTX 760         | 25 червня 2013   | GK104-225-A2 | 28               | PCIe 3.0 x16                 | 2048 4096               | 1152:96:32         | 980        | 1033                      | 6008          | 31.4                        | 94.1                        | 192                        | GDDR5   | 256        | 11.0                       | 4.4                        | 1.1                        | 2258                                        | 94.1                                        | 13.3         | 170      | $249                |
| GeForce GTX 760 Ti      | 20 травня 2013   | GK104        | 28               | PCIe 3.0 x16                 | 2048                    | 1344:112:32        | 915        | 980                       | 6008          | 29.3                        | 103                         | 192                        | GDDR5   | 256        | 11.0                       | 4.4                        | 1.1                        | 2460                                        | 103                                         | 14.5         | 170      | OEM                 |
| GeForce GTX 770         | 30 травня 2013   | GK104        | 28               | PCIe 3.0 x16                 | 2048 4096               | 1536:128:32        | 1046       | 1085                      | 7008          | 33.5                        | 134                         | 224                        | GDDR5   | 256        | 11.0                       | 4.4                        | 1.1                        | 3213                                        | 134                                         | 14.0         | 230      | $399                |
| GeForce GTX 780         | 23 травня 2013   | GK110        | 28               | PCIe 3.0 x16                 | 3072                    | 2304:192:48        | 863        | 900                       | 6008          | 41.4                        | 166                         | 288                        | GDDR5   | 384        | 11.0                       | 4.4                        | 1.1                        | 3977                                        | 166                                         | 15.9         | 250      | $649                |
| GeForce GTX 780 Ti      | 7 листопада 2013 | GK110        | 28               | PCIe 3.0 x16                 | 3072                    | 2880:240:48        | 876        | 928                       | 7000          | 42.0                        | 210                         | 336                        | GDDR5   | 384        | 11.0                       | 4.4                        | 1.1                        | 5046                                        | 210                                         | 20.2         | 250      | $699                |
| GeForce GTX Titan       | 19 лютого 2013   | GK110        | 28               | PCIe 3.0 x16                 | 6144                    | 2688:224:48        | 837        | 876                       | 6008          | 40.2                        | 188                         | 288                        | GDDR5   | 384        | 11.0                       | 4.4                        | 1.1                        | 4500                                        | 1500                                        | 18.0         | 250      | $999                |

### GeForce 700M
Дана частина модельного ряду використовується в ноутбуках.
- * Деякі реалізації можуть використовувати відмінні специфікації.
- 1 Уніфікованих шейдерних процесорів : Текстурних блоків : Блоків растеризації

| Модель           | Дата           | Кодове ім'я | Тех- процес (нм) | Інтерфейс Вводу-виводу | Обсяг відеопам'яті (Мб) | Конфігурація ядра1 | Частоти    | Частоти                   | Частоти       | Пікова швидкість заповнення | Пікова швидкість заповнення | Пам'ять                    | Пам'ять    | Пам'ять    | Підтримувана API (версія) | Підтримувана API (версія) | Підтримувана API (версія) | Теоретична продуктивність2 (FMA) (Гігафлопс) | TDP (Вт) |
| Модель           | Дата           | Кодове ім'я | Тех- процес (нм) | Інтерфейс Вводу-виводу | Обсяг відеопам'яті (Мб) | Конфігурація ядра1 | ядро (MHz) | максимальна частота (MHz) | пам'ять (MHz) | (гіга- пікселів/с)2         | (гіга- текселів/с)3         | Пропускна здатність (Гб/с) | Тип        | Шина (біт) | DirectX                   | OpenGL                    | OpenCL                    | Теоретична продуктивність2 (FMA) (Гігафлопс) | TDP (Вт) |
| ---------------- | -------------- | ----------- | ---------------- | ---------------------- | ----------------------- | ------------------ | ---------- | ------------------------- | ------------- | --------------------------- | --------------------------- | -------------------------- | ---------- | ---------- | ------------------------- | ------------------------- | ------------------------- | -------------------------------------------- | -------- |
| GeForce 705M     | 1 червня 2013  | GF119       | 40               | PCIe 2.0 x16           | до 2048                 | 48:8:4             | 775        | 1550                      | 1800          | ?                           | ?                           | ?                          | DDR3       | 64         | 11                        | 4.1                       | 1.1                       | ?                                            | 12W      |
| GeForce 710M     | 1 квітня 2013  | GF117       | 28               | PCIe 2.0 x16           | до 2048                 | 96:16:4            | 775        | 1550                      | 1800          | ?                           | ?                           | 14.4                       | DDR3       | 64         | 11                        | 4.3                       | 1.1                       | ?                                            | ?        |
| GeForce GT 720M  | 1 квітня 2013  | GF117       | 28               | PCIe 2.0 x16           | до 2048                 | 96:16:4            | 800        | 1600                      | 2000          | ?                           | ?                           | 16.0                       | DDR3       | 64         | 11                        | 4.3                       | 1.2                       | ?                                            | ?        |
| GeForce GT 730M  | 30 травня 2013 | GK107/GK208 | 28               | PCIe 3.0 x16/2.0 x8    | до 4096                 | 384:32:16(8)       | 725        | 725                       | 1800 - 4000   | ?                           | ?                           | 14.4 - 64.0                | DDR3/GDDR5 | 64/128     | 11                        | 4.4                       | 1.2                       | ?                                            | ?        |
| GeForce GT 735M  | 1 квітня 2013  | GK208       | 28               | PCIe 2.0 x8            | до 2048                 | 384:32:8           | 889        | 889                       | 2000          | ?                           | ?                           | 16.0                       | DDR3       | 64         | 11                        | 4.4                       | 1.2                       | ?                                            | ?        |
| GeForce GT 740M  | 1 квітня 2013  | GK107/GK208 | 28               | PCIe 3.0 x16/2.0 x8    | до 2048                 | 384:32:16(8)       | 810/1033   | 810/1033                  | 1800/3600     | ?                           | ?                           | 14.4 - 57.6                | DDR3/GDDR5 | 128/64     | 11                        | 4.4                       | 1.2                       | ?                                            | ?        |
| GeForce GT 745M  | 1 квітня 2013  | GK107       | 28               | PCIe 3.0 x16           | до 2048                 | 384:32:16          | 837        | 837                       | 2000 - 5000   | ?                           | ?                           | 32.0 - 80.0                | DDR3/GDDR5 | 128        | 11                        | 4.4                       | 1.2                       | ?                                            | ?        |
| GeForce GT 750M  | 1 квітня 2013  | GK107       | 28               | PCIe 3.0 x16           | до 4096                 | 384:32:16          | 967        | 967                       | 2000 - 5000   | ?                           | ?                           | 32 - 80                    | DDR3/GDDR5 | 128        | 11                        | 4.4                       | 1.2                       | ?                                            | ?        |
| GeForce GT 755M  | 1 квітня 2013  | GK107       | 28               | PCIe 3.0 x16           | до 2048                 | 384:32:16          | 980?       | 980?                      | 5400          | ?                           | ?                           | 86.4                       | GDDR5      | 128        | 11                        | 4.4                       | 1.1                       | ?                                            | ?        |
| GeForce GTX 760M | 30 травня 2013 | GK106       | 28               | PCIe 3.0 x16           | 2048                    | 768:64:16          | 657        | 657                       | 4008          | ?                           | ?                           | 64.1                       | GDDR5      | 128        | 11                        | 4.4                       | 1.1                       | ?                                            | ?        |
| GeForce GTX 765M | 30 травня 2013 | GK106       | 28               | PCIe 3.0 x16           | 2048                    | 768:64:16          | 850        | 850                       | 4008          | ?                           | ?                           | 64.1                       | GDDR5      | 128        | 11                        | 4.4                       | 1.1                       | ?                                            | ?        |
| GeForce GTX 770M | 30 травня 2013 | GK106       | 28               | PCIe 3.0 x16           | 3072                    | 960:80:24          | 811        | 811                       | 4008          | ?                           | ?                           | 96.2                       | GDDR5      | 192        | 11                        | 4.4                       | 1.1                       | ?                                            | ?        |
| GeForce GTX 780M | 30 травня 2013 | GK104       | 28               | PCIe 3.0 x16           | 4096                    | 1536:128:32        | 823        | 823                       | 5000          | ?                           | ?                           | 160.0                      | GDDR5      | 256        | 11                        | 4.4                       | 1.1                       | ?                                            | ?        |